# Liste der Biografien/Riel
Liste der Biografien |
Portal Biografien |
Personensuche
# |
A |
B |
C |
D |
E |
F |
G |
H |
I |
J |
K |
L |
M |
N |
O |
P |
Q |
R |
S |
T |
U |
V |
W |
X |
Y |
Z |
?
 
Ra |
Rb |
Rd |
Re |
Rh |
Ri |
Rj |
Rk |
Rl |
Rm |
Rn |
Ro |
Rr |
Rs |
Rt |
Ru |
Rv |
Rw |
Rx |
Ry |
Rz
 
Ria |
Rib |
Ric |
Rid |
Rie |
Rif |
Rig |
Rih |
Rii |
Rij |
Rik |
Ril |
Rim |
Rin |
Rio |
Rip |
Riq |
Rir |
Ris |
Rit |
Riu |
Riv |
Riw |
Rix |
Riy |
Riz
 
Rieb |
Riec |
Ried |
Rief |
Rieg |
Rieh |
Riek |
Riel |
Riem |
Rien |
Riep |
Rier |
Ries |
Riet |
Rieu |
Riev |
Riew |
Riex |
Riez
Die Liste der Biografien führt alle Personen auf, die in der deutschsprachigen Wikipedia einen Artikel haben. Dieses ist eine Teilliste mit 22 Einträgen von Personen, deren Namen mit den Buchstaben „Riel“ beginnt.

## Riel
- Riel de Beurnonville, Pierre (1752–1821), französischer General und Staatsmann, Pair und Marschall von Frankreich
- Riel, Alex (1940–2024), dänischer Schlagzeuger in der Jazz- und Rockmusik
- Riel, Franz (1895–1952), österreichischer Politiker (ÖVP), Landtagsabgeordneter
- Riel, Friedrich (1774–1845), deutscher Pianist, Organist, Chorleiter und Komponist
- Riel, Gert (* 1941), deutscher Bildhauer
- Riel, Hans-Peter (1943–2008), deutscher Journalist
- Riel, Heike (* 1971), deutsche Physikerin
- Riel, Jørn (1931–2023), dänischer Schriftsteller
- Riel, Louis (1844–1885), kanadischer Rebell und PolitikerLouis Riel (1844–1885)

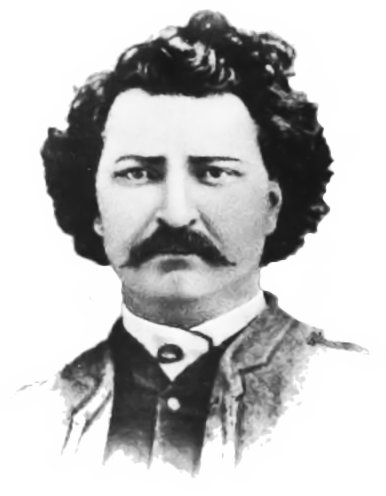
Louis Riel (1844–1885)

- Riel, Raimondo van (1881–1962), italienischer Schauspieler und Maskenbildner
- Riel, Regina (* 1982), österreichische Sozialpädagogin und Opernsängerin (Sopran)
- Riel, Robin van (* 2000), niederländischer Mittelstreckenläufer
- Riel, Sied van (* 1978), niederländischer DJ und Produzent

### Riela
- Rieländer, Frederick (* 1985), deutscher Rechtswissenschaftler
- Rieländer, Theodor (* 1950), deutscher Fußballspieler

### Riele
- Riele, Herman te (* 1947), niederländischer Mathematiker
- Rieley, Jack (1942–2015), US-amerikanischer Musikmanager

### Riell
- Rielle, Jean-Charles (* 1952), Schweizer Politiker (SP)
- Rielly, James (* 1956), britischer Maler
- Rielly, Morgan (* 1994), kanadischer Eishockeyspieler

### Rielo
- Rielo, Fernando (1923–2004), spanischer Schriftsteller und Gründer der Missionare Identes
- Rieloff, Boris (* 1984), chilenischer Fußballspieler